# Пику-Руйву
Пику-Руйву (порт. Pico Ruivo) — самая высокая гора острова Мадейра, главного острова одноимённого архипелага в Атлантическом океане. Высота горы — 1862 метра. Это также третья по высоте вершина Португалии (после вулкана Пику на одноименном острове в архипелаге Азорских островов и горы Торре хребта Серра-да-Эштрела в континентальной части страны).
Является хорошей обзорной точкой для осмотра окружающих пейзажей, но непредсказуемые погодные условия могут помешать пребыванию в этих местах.

## Ссылки

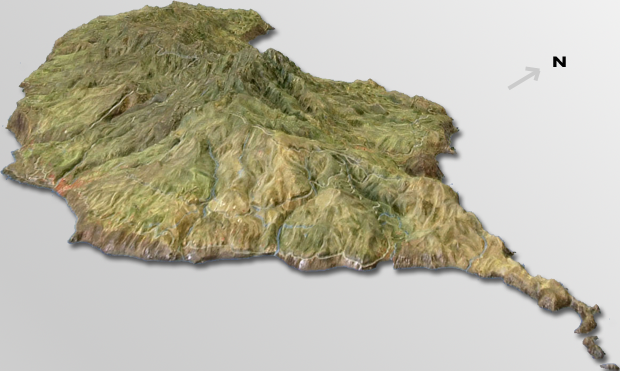
Трехмерное изображение о-ва Мадейра